# Madeleine Cabidoche
Madeleine Cabidoche, de soltera Guillemet (París, 20 de octubre de 1930-Tarbes, 10 de octubre de 2018), fue una bioespeleóloga francesa.

## Inicios
Nació en París, se trasladó a los cuatro años con su familia a Tarbes, donde residió durante toda su vida. Docente de profesión en el área de química, en su tiempo libre practicaba el montañismo y el esquí, actividades donde conocería a su futuro marido, Michel Cabidoche, quien en los años 1940 fue iniciado por René Jeannel en la bioespeleología. A partir de 1953, Madeleine acompañó a su marido en los muestreos biológicos, primeramente en las regiones de Bigorra y Ariège en colaboración con el laboratorio subterráneo del CNRS en Moulis, dirigido por el profesor Vandel. En 1957 Madeleine Cabidoche acudió por primera vez al macizo de Larra-Belagua junto con los espeleólogos Rouch, Iribarren, Michel Bouillon y Pierre Boucher; exploraron la cueva de Arphidia (Sainte Engrace), aparecida fortuitamente en las obras del túnel que se estaba construyendo para acceder a La Verna y Madeleine recogió diversas muestras biológicas, entre las que aparecieron dos especies nuevas: Aphoenops ochsi ssp. cabidochei y Aphoenops eskualduna (descritas por Coiffait en 1959).
Junto con el espeleólogo suletino Michel Bouillon, que era guardián del laboratorio de Moulis, los Cabidoche comenzaron a frecuentar las cuevas del macizo de los Arbailles (Koxkarte/Bijou, Cercle Magique, Otsibar, Garaibie...). Cuando el túnel finalmente alcanzó La Verna (diciembre de 1960), ellos participaron en la primera expedición fotográfica con Henri Brosset, Georges Lepineux, Raoul y Norbert Casteret, Jose Bidegain y Jacques Jolfrere, tomando las primeras fotografías de la gigantesca sala.

## Investigaciones en La Verna
En 1961 Michel Cabidoche comenzó una innovadora línea de investigación, con la ayuda de Madeleine: establecieron cinco estaciones biológicas en la sala de La Verna para estudiar el ciclo anual de los Aphaenops de una forma inédita. Se desplazaban una o dos veces al mes desde Tarbes para recoger los datos, y finalmente alquilaron una casa en Sainte Engrace. La investigación se prolongó durante cuatro años, bajo la supervisión del CNRS, con más de 600 horas de muestreo dentro de la cueva, y de las 5 especies que se conocían inicialmente el registro aumentó a 26; fue la primera experiencia de investigación sobre los Aphoenops in situ  que hasta entonces se habían estudiado en laboratorio.

## Promoción de la espeleología
Aprovechando su experiencia en dinámica de grupos de esquí y montaña, atrajeron a muchos jóvenes. En 1961 fundaron el Groupe Spéléo Hautes Pyrénées (GSHP), al que además de los jóvenes se sumó un personaje crucial: el pionero Max Cosyns, tras varios años de exploraciones en solitario. Bajo su dirección organizaron varios campamentos de verano entre 1961 y 1963, con exploraciones de mayor envergadura: el monte Heyle (sima Odita, etc), las paredes del cañón de Kakueta (con el torno del accidente de Marcel Loubens), Trou Souffleur de Larrandabürü (que derivaría en el gigantesco actual Sistema Arrestelia ), Trou Martin, Trou Perdu, Trou du Chien... Los campamentos del GHSP eran punto de encuentro de espeleólogos de Tarbes, Pau, Perigueux, Namur, Ivry, Montpellier, Gers... ; establecieron contactos con los otros grupos que exploraban en la zona (Rouen, París, Unión de Espeleólogos Vascos...); aparte de seguir con la bioespeleología hicieron pruebas hidrográficas; Madeleine Cabidoche participó en el primer rescate por accidente habido en el Sistema de la Piedra de San Martín; y en diversas operaciones de espeleosocorro posteriores su casa sirvió de Puesto de Control.
Ya integrados en Sainte Engrace, recibieron ayuda de los lugareños en sus prospecciones, destacándose entre ellos Dominique Prebende; con él crearon en 1965 el Groupe Spéléo de Sainte-Engrâce (GSSE), que a pesar de llegar a tener 25-30 miembros tuvo una corta vida; sus integrantes tenían dificultades para compatibilizar las labores del campo con la exploración espeleológica.
Siguiendo una tendencia convergente, las colaboraciones se hicieron más frecuentes: en 1965, junto con la sección de espeleología de la Institución Príncipe de Viana, los Cabidoche exploraban Leize Handia de Idopil/Orbaiceta (continuando el trabajo del equipo de Martel en 1909). El mismo año, junto con su hijo, Yves-Marie y Dominique Prebende del GSSE, localizaban y comenzaban la exploración del sumidero de Eruso (que en 1994 sería conectado con el Sistema Arrestelia). En 1966, los Cabidoche contribuyeron significativamente en la creación del ARSIP (Association pour la Recherche Spéléologique Internationale à la Pierre Saint Martin); y Madeleine participó en la exploración de Arphidia junto con miembros de otros grupos (GSSE, Rouen, Aranzadi, Burdeos, París...), cuando se descubrió la continuación de la Sala Accoce.

## Madurez y relación con los jóvenes
A principios de la década de los 70, Madeleine y Michel Cabidoche ya eran padres y maduros; pero siguieron manteniendo relación con los jóvenes del GSHP, en las nuevas zonas de exploración (Ligoleta, en la zona de frontera con España). Esta relación siguió tras la muerte de Michel en 1979, siendo Madeleine una presencia habitual en reuniones, debates, redacción de artículos e internet. Durante toda su vida, puso su casa de Sainte Engrace (Arrakoetxea) a disposición de los espeleólogos que se encontraban explorando en Larra-Belagua.